# Andreas Halfmann
Andreas Halfmann (* 17. Juni 1971 in Neuwied) ist ein ehemaliger deutscher Eishockeyspieler, der auf der Position des Verteidigers spielte. Die meiste Zeit spielte Halfmann in seiner Heimatstadt Neuwied.

## Karriere
Der gebürtige Neuwieder ging seit der Saison 1989/90 für den EHC Neuwied zunächst in der Regionalliga-Mitte, 1993/94 in der Oberliga und ab 1994/95 in der 1. Liga aufs Eis. In der Saison 1996/97 gewann Halfmann mit den Bären den DEB Ligapokal und die Meisterschaft der 1. Liga - letzteren Titel konnte er in der folgenden Spielzeit wiederholen. Nach einer Saison beim ESV Bergisch Gladbach (1999/2000) kehrte Halfmann nach Neuwied zurück, um für den neugegründeten SC Mittelrhein-Neuwied in der Regionalliga und der Oberliga zu spielen. Nach zwei Jahren wechselte er zum EC Siegerland in die Verbandsliga NRW. Von 2007 bis 2017 stand er wieder für den „neuen“ EHC Neuwied auf dem Eis, mit dem er nach zwei Aufstiegen in Folge ab der Saison 2009/10 wieder in der Regionalliga spielte. Nach dem Ende seiner aktiven Laufbahn 2017 wurde er Assistenztrainer in Neuwied.

## Erfolge und Auszeichnungen
- DEB Ligapokalsieger 1997
- Meister der 1. Liga 1997
- Meister der 1. Liga 1998